# Intel Celeron Dual-Core
Als Celeron Dual-Core bezeichnet Intel eine Familie von Doppelkernprozessoren (Dual-Core), die als besonders preisgünstige Prozessoren unter dem Namen Intel Celeron verkauft werden. Sie ist als Nachfolger des Intel Celeron (Core) die erste Zweikern-Prozessorfamilie des Niedrigpreissegments.

## Technisches
Wie bereits die Vorgänger mit nur einem Kern sind auch die Mehrkernprozessoren auf Basis der Intel-Core-Mikroarchitektur am L3-Cache beschnitten und es fehlen einige Features im Gegensatz zu höherpreisigen Prozessoren.
Der Celeron Dual-Core wird für Sockel 775 angeboten, basiert auf der Intel-Core-Mikroarchitektur und unterstützt damit Intel 64. Außerdem unterstützt die Prozessorfamilie auch die Energiesparfunktion EIST, welche bei früheren Celeron-Prozessoren deaktiviert wurde.
Ab dem 5. August 2011 gibt es Celeron-G-Versionen für den Sockel 1155, basierend auf der Sandy-Bridge-Architektur. Sie besitzen die gleichen Prozessorkerne wie die Core i3-Prozessoren auf derselben Architektur und haben ebenfalls einen in den Chip integrierten Grafikprozessor. Sie besitzen jedoch kein SMT/Hyper-Threading, sind langsamer getaktet, haben weniger Cache und es fehlt die neue Instruction-Set-Erweiterung AVX, die mit "Sandy Bridge" bei Core-i-Prozessoren eingeführt wurde. Auch die Grafikeinheit hat all ihre zusätzlich Features beim Celeron verloren. Damit fehlt Intels "Quick Sync"-Technologie, die fürs schnelle Encodieren von Videos mit bestimmten Codecs eingesetzt werden kann. Auch die Decodierfunktionen wurden eingeschränkt, so dass die "Clear Video HD"-Technologie und "InTru-3D"-Technologie nicht nutzbar sind.

## Modelldaten Sockel775

### Allendale-512
Doppelkernprozessor (Dual-Core)
- Mikroarchitektur: Intel-Core-Mikroarchitektur
- Revision: M0
- L1-Cache: je Kern 32 + 32 KiB (Daten + Instruktionen)
- L2-Cache: 512 KiB mit Prozessortakt
- MMX, SSE, SSE2, SSE3, SSSE3, Intel 64, EIST, XD-Bit
- Sockel 775, AGTL+ mit 200 MHz FSB (quadpumped: FSB800)
- Betriebsspannung (VCore): 1,162–1,312 V
- Verlustleistung (TDP): 65 W
- Erscheinungsdatum: 7. Januar 2008
- Fertigungstechnik: 65 nm
- Die-Größe: 111 mm² bei 167 Millionen Transistoren
- Taktfrequenz: 1,6–2,4 GHz
- Modellnummern: Intel Celeron Dual Core E1200 bis E1600

### Wolfdale-1024
Doppelkernprozessor (Dual-Core)
- Mikroarchitektur: Intel-Core-Mikroarchitektur
- Revision: R0
- L1-Cache: je Kern 32 + 32 KiB (Daten + Instruktionen)
- L2-Cache: 1024 KiB mit Prozessortakt
- MMX, SSE, SSE2, SSE3, SSSE3, Intel 64, EIST, XD-Bit, IVT
- Sockel 775, AGTL+ mit 200 MHz FSB (quadpumped: FSB800)
- Betriebsspannung (VCore): 0,85–1,36 V
- Verlustleistung (TDP): 65 W
- Erscheinungsdatum: 6. September 2009
- Fertigungstechnik: 45 nm
- Taktfrequenz: 2,4–2,6 GHz
- Modellnummern: Intel Celeron E3200, E3300 und E3400

## Modelldaten Sockel1155

### Sandy Bridge Duo
Zweikernprozessor (Dual-Core)
- Mikroarchitektur: Sandy Bridge
- Revision: Q0
- L1-Cache: je Kern 32 + 32 KiB (Daten + Instruktionen)
- L2-Cache: je Kern 256 KiB mit Prozessortakt
- L3-Cache: 2048 KiB mit Prozessortakt
- MMX, SSE, SSE2, SSE3, SSSE3, SSE4.2, Intel 64, EIST, XD-Bit, IVT.
- integrierter Dual Channel DDR3-Speichercontroller (bis DDR3-1066) und PCIe-2.0-Controller mit 16 Lanes
- integrierte GPU
- Sockel 1155, DMI mit 5 GT/s (Vollduplex, max. 20 Gbit/s pro Richtung) und FDI
- Verlustleistung (TDP): 35–65 W
- Erscheinungsdatum: 5. September 2011
- Fertigungstechnik: 32 nm
- Die-Größe: 131 mm² bei 504 Millionen Transistoren (inkl. GPU-Kern und integr. Northbridge)
- Taktraten: 2,0–2,7 GHz
- Modelle: Intel Celeron G440 bis G555

### Ivy Bridge Duo
Zweikernprozessor (Dual-Core)
- Mikroarchitektur: Ivy Bridge
- Revision: E1
- L1-Cache: je Kern 32 + 32 KiB (Daten + Instruktionen)
- L2-Cache: je Kern 256 KiB mit Prozessortakt
- L3-Cache: 2048 KiB mit Prozessortakt
- MMX, SSE, SSE2, SSE3, SSSE3, SSE4.2, Intel 64, EIST, XD-Bit, IVT.
- integrierter Dual Channel DDR3-Speichercontroller (bis DDR3-1333) und PCIe-2.0-Controller mit 16 Lanes
- integrierte GPU
- Sockel 1155, DMI mit 5 GT/s (Vollduplex, max. 20 Gbit/s pro Richtung) und FDI
- Verlustleistung (TDP): 35–55 W
- Erscheinungsdatum: 21. Januar 2013
- Fertigungstechnik: 22 nm
- Taktraten: 2,3–2,7 GHz
- Modelle: Intel Celeron G1610 bis G1630